# Philly (Playboi Carti en Travis Scott)
PHILLY is een nummer van de Amerikaanse rappers Playboi Carti en Travis Scott . Het werd uitgebracht via AWGE en Interscope Records als het zesde nummer van Carti's derde studioalbum, Music, op 14 maart 2025. Het nummer werd geschreven door Playboi Carti, Travis Scott en Jason "J. LBS" Pounds, samen met producer Cardo, die het samen met Johnny Juliano produceerde. Het bevat een sample van "Carter Son" van YoungBoy Never Broke Again . 

## Kritische receptie
In een ranglijst van alle bijdragen op het album plaatste Mackenzie Cummings-Grady van' Billboard het nummer "Philly" op de derde plaats. Hij omschreef het als "smooth as ice" en vond dat Carti en Scott "een winnende formule" hebben, waarbij hij opmerkte dat "van al hun gezamenlijke nummers op MUSIC, de groove van 'Philly' de meeste impact heeft".  Angel Diaz en Michael Saponara rangschikten het nummer later op de 25e plaats van het gehele album. Zij vonden dat het nummer 'klinkt als de soundtrack Desperado (1995); en stelden dat "de videoclip Travis en Carti uit een Hellcat zou moeten laten springen met een gitaarkoffer, zoals Antonio Banderas ", Ze voegden toe dat "Travis het nummer begint met de regel "Brand new ass, brand new nose", wat om de een of andere reden erg grappig is", en dat "Carti zijn Batman-stemvervormer gebruikt en zijn couplet eindigt als een schurk". 